# Czesław Owczarek
Czesław Owczarek (ur. 28 października 1969 w Stawiszynie) – polski piłkarz, trener piłkarski, skaut w Lechu Poznań. Piłkarz plażowy, reprezentant Polski w latach 2003–2005.

## Życiorys
Urodził się w Stawiszynie. Jego żona jest byłą koszykarką Olimpii Poznań, natomiast syn Adrian poszedł w ślady ojca i również został piłkarzem.

## Kariera piłkarska
W trakcie kariery piłkarskiej występował m.in. w Piaście Nowa Ruda, Amice Wronki, Lechu Poznań i Warcie Poznań.

## Kariera trenerska
Największym sukcesem w jego dotychczasowej karierze trenerskiej był awans z Jarotą Jarocin do II ligi w sezonie 2007/08. Dnia 6 grudnia 2011 roku przestał prowadzić zespół z Jarocina i został asystentem trenera w Warcie Poznań, którego zastąpił w następnym roku, 25 kwietnia. Po prawie ośmiu miesiącach, 21 grudnia 2012 roku za porozumieniem stron rozwiązał kontrakt z klubem. Od 1 stycznia 2013 roku był trenerem Polonii Środa Wielkopolska. Po objęciu przez Mariusza Rumaka Zawiszy Bydgoszcz, Owczarek został jego asystentem. Od 19 sierpnia 2015 był trenerem trzecioligowych Karpat Krosno. 21 września 2016 został szkoleniowcem Górnika Konin.

## Wyróżnienia
W 20. Plebiscycie Polski Głosu Wielkopolskiego został najlepszym wielkopolskim trenerem.